# Chernobyl

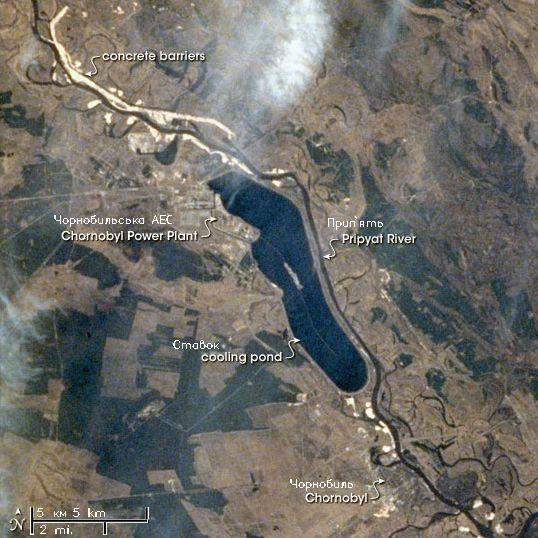
Ảnh thành phố và nhà máy điện hạt nhân Chernobyl từ trạm Mir, 1997

Chernobyl (/tʃɜːrˈnoʊbəl/,  UK: /tʃɜːrˈnɒbəl/, tiếng Nga: Чернобыль), còn được gọi là Chornobyl (tiếng Ukraina: Чорнобиль, đã Latinh hoá: Chornobyl'; tiếng Ba Lan: Czarnobyl), là một thành phố bị bỏ hoang một phần trong Khu vực phong tỏa Chernobyl, nằm ở huyện Vyshhorod phía bắc tỉnh Kiev của Ukraina, gần biên giới với Belarus.
Chernobyl cách Kiev khoảng 90 kilômét (60 mi) về phía bắc Kiev và 160 kilômét (100 mi) về phía tây nam thành phố Gomel của Belarus. Trước khi sơ tán, thành phố có khoảng 14.000 cư dân, trong khi hiện nay có khoảng 1.000 người còn sinh sống tại đây.
Địa điểm này được đề cập đến lần đầu tiên là một nơi nghỉ khi đi săn bắn của công tước vào năm 1193, thành phố đã nhiều lần đổi chủ trong quá trình lịch sử. Người Do Thái du nhập vào thành phố vào thế kỷ 16, và một tu viện hiện đã không còn tồn tại được thành lập gần thành phố vào năm 1626. Đến cuối thế kỷ 18, Chernobyl là một trung tâm chính của Do Thái giáo Hasidim dưới Triều đại Twersky, người đã rời Chernobyl sau khi thành phố xảy ra những cuộc pogrom vào đầu thế kỷ 20. Cộng đồng Do Thái sau đó đã bị sát hại trong Holocaust. Chernobyl được chọn làm nơi đặt nhà máy điện hạt nhân đầu tiên của Ukraina vào năm 1972, nằm cách 15 kilômét (9 mi) về phía bắc thành phố, được khai trương vào năm 1977. Cư dân Chernobyl được sơ tán vào ngày 5 tháng 5 năm 1986, chín ngày sau thảm họa hạt nhân thảm khốc tại nhà máy, đây là thảm họa hạt nhân lớn nhất trong lịch sử. Cùng với những cư dân của thành phố Pripyat gần đó, nơi ban đầu được xây dựng làm nơi ở cho công nhân của nhà máy, dân cư đã được chuyển đến thành phố Slavutych mới xây dựng, và hầu hết đã không bao giờ quay trở lại.
Thành phố là trung tâm hành chính của Chernobyl Raion (quận) từ năm 1923. Sau thảm họa, vào năm 1988, huyện này bị giải thể và việc quản lý được chuyển giao cho vùng lân cận huyện Ivankiv. Sau cải cách hành chính ngày 18 tháng 7 năm 2020, thành phố trở thành một phần của huyện Vyshhorod.
Mặc dù ngày nay Chernobyl chủ yếu là một thị trấn bị bỏ hoang, một số ít người vẫn sống ở đó, trong những ngôi nhà được đánh dấu bằng những tấm biển ghi dòng chữ "Chủ nhân của ngôi nhà này sống ở đây", và một số lượng nhỏ động vật cũng sống ở đây. Nhân viên giám sát và nhân viên hành chính của Khu vực phong tỏa Chernobyl cũng đóng quân trong thành phố. Thành phố có hai cửa hàng tổng hợp và một khách sạn.

## Lịch sử

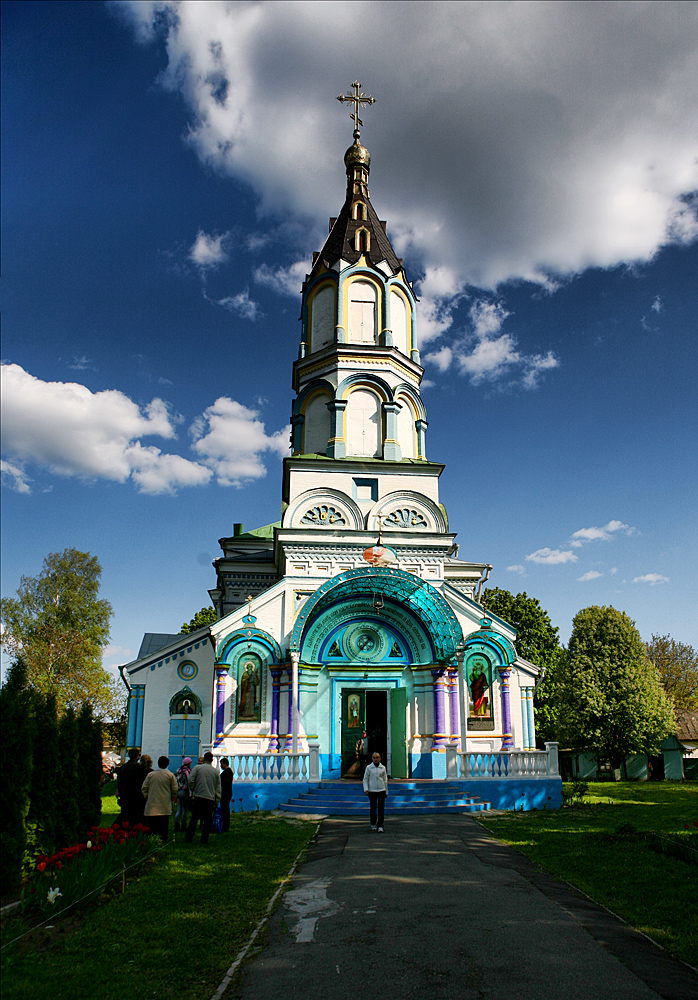
Nhà thờ Thánh Elijah

Bản đồ Sarmatia châu Âu năm 1525. Azagarium được đánh dấu trên bờ tây của sông Boristhenes (Dnieper), bên dưới dòng chữ "Sarmatia Europe", phía đông (bên phải) của hồ có chú thích "Amodora palus". "Paludes Meotides" (Maeotian Swamp) là Sea of Azov, "Ponti Euxini pars" đánh dấu Biển Đen và Dãy núi Karpat được vẽ ở phía góc dưới bên trái (phía tây nam) với tên "Carpatus mons".

Từ điển Địa lý của Vương quốc Ba Lan của Ba Lan năm 1880–1902 nói rằng không biết thời điểm thành lập thành phố.

### Thế kỷ 12 đến 18
Các cuộc khai quật khảo cổ học được tiến hành vào năm 2005–2008 đã tìm thấy một tầng văn hóa từ thế kỷ 10–12 CE, có trước bộ phim tài liệu đầu tiên đề cập đến Chernobyl.
Vào khoảng thế kỷ 12, Chernobyl là một phần của vùng đất Kievan Rus′. Đề cập đầu tiên được biết đến về khu định cư với tên gọi Chernobyl là từ một điều lệ năm 1193, trong đó mô tả nó như một nơi nghỉ khi săn bắn của Knyaz Rurik Rostislavich Vào năm 1362 nó là một ngôi làng thuộc vương quyền của Đại công quốc Litva. Vào khoảng thời gian đó, thị trấn có một lâu đài riêng đã bị phá hủy ít nhất hai lần vào năm 1473 và 1482. Lâu đài Chernobyl được xây dựng lại vào quý đầu tiên của thế kỷ 16, nằm gần khu định cư. Với sự hồi sinh của lâu đài, Chernobyl trở thành một hạt lỵ. Năm 1552, nó có 196 tòa nhà với 1.372 cư dân, trong đó hơn 1.160 người được coi là cư dân thành phố. Trong thành phố thời kỳ này phát triển nhiều nghề thủ công khác nhau như thợ rèn và những nghề khác. Gần Chernobyl đã được khai quật được  quặng sắt nâu, sắt được sản xuất từ đó. Ngôi làng được trao cho Filon Kmita, một đội trưởng của kỵ binh hoàng gia, làm fiefdom vào năm 1566. Sau Liên minh Lublin, tỉnh nơi Chernobyl tọa lạc đã được chuyển giao cho Hoàng quyền của Vương quốc Ba Lan vào năm 1569. Dưới thời Vương quốc Ba Lan, Chernobyl trở thành một thủ phủ (starostwo). Trong thời kỳ đó Chernobyl là nơi sinh sống của tá điền Ukraina, một số người Ba Lan và một số lượng tương đối lớn người Do Thái. Người Do Thái được Filon Kmita đưa đến Chernobyl, trong chiến dịch thực dân hóa của Ba Lan. Lần đầu tiên đề cập đến cộng đồng Do Thái ở Chernobyl là vào thế kỷ 17. Vào năm 1600, kosciol (từ tiếng Ba Lan cho nhà thờ Công giáo La Mã) đầu tiên được xây dựng trong thành phố. Người dân địa phương đã bị ngược đãi vì tổ chức các nghi thức của Chính thống giáo Đông phương. Người nông dân Ukraina theo truyền thống theo Chính thống giáo Đông phương xung quanh thị trấn đã bị Ba Lan cưỡng bức chuyển đổi thành Giáo hội thống nhất Ruthenia. Vào năm 1626, trong Phản cải cách, một nhà thờ và tu viện Dominica được thành lập bởi Lukasz Sapieha. Một nhóm Người Công giáo cũ phản đối các sắc lệnh của Hội đồng Trent. Cư dân Chernobyl đã tích cực ủng hộ khởi nghĩa Khmelnytsky (1648–1657).

### Thế kỷ 18 đến thời Liên Xô: nhân khẩu học và sự kiện
Sau Phân vùng thứ hai của Ba Lan, vào năm 1793 Chernobyl được sáp nhập vào Đế quốc Nga và trở thành một phần của hạt Radomyshl ( uyezd ) với tư cách là một thị trấn bậc nhất ("zashtatny gorod"). Nhiều người trong Giáo hội Thống nhất đã trở lại Chính thống giáo Đông phương.
Năm 1832, sau cuộc Khởi nghĩa Tháng Mười Một thất bại của Ba Lan, tu viện Dominica đã được di dời. Nhà thờ của người Công giáo cũ đã bị giải tán vào năm 1852.
Cho đến cuối thế kỷ 19, Chernobyl là một thành phố thuộc sở hữu tư nhân thuộc về gia đình Chodkiewicz. Năm 1896 họ bán thành phố cho nhà nước, nhưng họ vẫn sở hữu một lâu đài và một ngôi nhà trong thành phố cho đến năm 1910.
Vào nửa sau của thế kỷ 18, Chernobyl trở thành một trung tâm chính của Do Thái giáo Hasidim. Chernobyl Hasidim được thành lập bởi Giáo sĩ Menachem Nachum Twersky. Người Do Thái đã chịu thiệt hại rất nhiều từ các cuộc pogrom vào tháng 10 năm 1905 và vào tháng 3 đến tháng 4 năm 1919; nhiều người Do Thái đã bị giết hoặc bị cướp theo sự xúi giục của người Nga theo chủ nghĩa dân tộc Black Hundred. Khi Vương triều Twersky rời Chernobyl vào năm 1920, nó không còn là một trung tâm của chủ nghĩa Hasidim.
Chernobyl có dân số 10.800 vào năm 1898, bao gồm 7.200 người Do Thái. Vào đầu tháng 3 năm 1918 Chernobyl bị quân Đức chiếm đóng trong Chiến tranh thế giới thứ nhất (xem Hiệp ước Brest-Litovsk).

### Thời Liên Xô (1920–1991)
Người Ukraina và Bolshevik đã tranh giành thành phố trong Nội chiến. Trong Chiến tranh Ba Lan-Liên Xô 1919–20, Chernobyl bị Quân đội Ba Lan chiếm trước và sau đó là kỵ binh của Hồng quân. Từ năm 1921 trở đi, nó chính thức được đưa vào Cộng hòa Xã hội chủ nghĩa Xô viết Ukraina.
Từ năm 1929 đến năm 1933, nhiều người dân Chernobyl bị giết trong chiến dịch tập thể hóa của Stalin. Thành phố cũng bị ảnh hưởng bởi nạn đói do các chính sách của Stalin. Cộng đồng người Đức và Ba Lan ở Chernobyl đã bị trục xuất đến Kazakhsta vào năm 1936, trong bởi Liên Xô.
Trong Thế chiến II, Chernobyl bị Quân đội Đức chiếm đóng từ ngày 25 tháng 8 năm 1941 đến ngày 17 tháng 11 năm 1943. Cộng đồng Do Thái đã bị sát hại trong Holocaust.
Vào năm 1972, máy thu vô tuyến Duga-1, một phần của radar nhìn qua đường chân trời Duga lớn hơn, bắt đầu được xây dựng cách 11 km (6,8 mi) về phía tây-tây bắc của Chernobyl. Đó là nguồn gốc của Chim gõ kiến Nga và được thiết kế là một phần của mạng lưới radar cảnh báo sớm chống tên lửa đạn đạo.
Vào ngày 15 tháng 8 năm 1972, Nhà máy điện hạt nhân Chernobyl (tên chính thức là Nhà máy điện hạt nhân Vladimir Ilyich Lenin) bắt đầu được xây dựng cách 15 km (9,3 mi) phía tây bắc Chernobyl. Nhà máy được xây dựng bên cạnh Pripyat, một thành phố "atomograd" được thành lập vào ngày 4 tháng 2 năm 1970 nhằm phục vụ nhà máy điện hạt nhân. Quyết định xây dựng nhà máy điện đã được Ủy ban Trung ương Đảng Cộng sản Liên Xô và Hội đồng Bộ trưởng Liên Xô thông qua theo khuyến nghị của Ủy ban Kế hoạch Nhà nước rằng SSR Ukraina là vị trí của nó. Đây là nhà máy điện hạt nhân đầu tiên được xây dựng ở Ukraina.

### Ukraina độc lập (1991 – nay)
Với việc Liên Xô giải thể vào năm 1991, Chernobyl vẫn là một phần của Ukraina trong Vùng phong tỏa Chernobyl mà Ukraina được kế thừa từ Liên Xô.

## Khí hậu
Chernobyl có khí hậu lục địa ẩm (Dfb) với mùa hè rất ấm, ẩm ướt với đêm mát mẻ và mùa đông dài, lạnh và có tuyết.
| Dữ liệu khí hậu của Chernobyl, 127 m trên mực nước biển | Dữ liệu khí hậu của Chernobyl, 127 m trên mực nước biển | Dữ liệu khí hậu của Chernobyl, 127 m trên mực nước biển | Dữ liệu khí hậu của Chernobyl, 127 m trên mực nước biển | Dữ liệu khí hậu của Chernobyl, 127 m trên mực nước biển | Dữ liệu khí hậu của Chernobyl, 127 m trên mực nước biển | Dữ liệu khí hậu của Chernobyl, 127 m trên mực nước biển | Dữ liệu khí hậu của Chernobyl, 127 m trên mực nước biển | Dữ liệu khí hậu của Chernobyl, 127 m trên mực nước biển | Dữ liệu khí hậu của Chernobyl, 127 m trên mực nước biển | Dữ liệu khí hậu của Chernobyl, 127 m trên mực nước biển | Dữ liệu khí hậu của Chernobyl, 127 m trên mực nước biển | Dữ liệu khí hậu của Chernobyl, 127 m trên mực nước biển | Dữ liệu khí hậu của Chernobyl, 127 m trên mực nước biển |
| Tháng                                                   | 1                                                       | 2                                                       | 3                                                       | 4                                                       | 5                                                       | 6                                                       | 7                                                       | 8                                                       | 9                                                       | 10                                                      | 11                                                      | 12                                                      | Năm                                                     |
| ------------------------------------------------------- | ------------------------------------------------------- | ------------------------------------------------------- | ------------------------------------------------------- | ------------------------------------------------------- | ------------------------------------------------------- | ------------------------------------------------------- | ------------------------------------------------------- | ------------------------------------------------------- | ------------------------------------------------------- | ------------------------------------------------------- | ------------------------------------------------------- | ------------------------------------------------------- | ------------------------------------------------------- |
| Cao kỉ lục °C (°F)                                      | 11.5 (52.7)                                             | 17.0 (62.6)                                             | 22.6 (72.7)                                             | 26.6 (79.9)                                             | 32.9 (91.2)                                             | 34.0 (93.2)                                             | 35.2 (95.4)                                             | 36.3 (97.3)                                             | 35.9 (96.6)                                             | 26.3 (79.3)                                             | 19.6 (67.3)                                             | 11.3 (52.3)                                             | 36.3 (97.3)                                             |
| Trung bình ngày tối đa °C (°F)                          | −0.8 (30.6)                                             | 0.1 (32.2)                                              | 6.0 (42.8)                                              | 14.5 (58.1)                                             | 21.0 (69.8)                                             | 23.7 (74.7)                                             | 25.7 (78.3)                                             | 25.0 (77.0)                                             | 18.9 (66.0)                                             | 12.4 (54.3)                                             | 4.2 (39.6)                                              | −0.3 (31.5)                                             | 12.5 (54.5)                                             |
| Trung bình ngày °C (°F)                                 | −3.5 (25.7)                                             | −3.4 (25.9)                                             | 1.5 (34.7)                                              | 8.9 (48.0)                                              | 14.9 (58.8)                                             | 17.9 (64.2)                                             | 19.9 (67.8)                                             | 18.8 (65.8)                                             | 13.4 (56.1)                                             | 7.7 (45.9)                                              | 1.4 (34.5)                                              | −2.8 (27.0)                                             | 7.9 (46.2)                                              |
| Tối thiểu trung bình ngày °C (°F)                       | −6.1 (21.0)                                             | −6.7 (19.9)                                             | −2.3 (27.9)                                             | 3.9 (39.0)                                              | 9.1 (48.4)                                              | 12.3 (54.1)                                             | 14.5 (58.1)                                             | 13.3 (55.9)                                             | 8.7 (47.7)                                              | 3.8 (38.8)                                              | −1.1 (30.0)                                             | −5.2 (22.6)                                             | 3.7 (38.7)                                              |
| Thấp kỉ lục °C (°F)                                     | −29.7 (−21.5)                                           | −32.8 (−27.0)                                           | −20.0 (−4.0)                                            | −9.0 (15.8)                                             | −6.0 (21.2)                                             | 2.2 (36.0)                                              | 6.2 (43.2)                                              | 0.0 (32.0)                                              | −1.6 (29.1)                                             | −10.5 (13.1)                                            | −20.0 (−4.0)                                            | −30.8 (−23.4)                                           | −32.8 (−27.0)                                           |
| Lượng Giáng thủy trung bình mm (inches)                 | 34.0 (1.34)                                             | 36.8 (1.45)                                             | 35.6 (1.40)                                             | 40.0 (1.57)                                             | 60.8 (2.39)                                             | 73.2 (2.88)                                             | 79.5 (3.13)                                             | 55.3 (2.18)                                             | 56.3 (2.22)                                             | 42.2 (1.66)                                             | 47.7 (1.88)                                             | 42.6 (1.68)                                             | 604.0 (23.78)                                           |
| Số ngày giáng thủy trung bình (≥ 1.0 mm)                | 8.1                                                     | 8.9                                                     | 8.1                                                     | 7.5                                                     | 8.7                                                     | 10.2                                                    | 9.2                                                     | 7.1                                                     | 8.7                                                     | 7.4                                                     | 8.7                                                     | 9.1                                                     | 101.7                                                   |
| Độ ẩm tương đối trung bình (%)                          | 83.5                                                    | 79.8                                                    | 74.7                                                    | 66.7                                                    | 66.0                                                    | 70.4                                                    | 72.8                                                    | 72.3                                                    | 77.8                                                    | 80.8                                                    | 85.3                                                    | 85.9                                                    | 76.3                                                    |
| Nguồn 1: World Meteorological Organization              |                                                         |                                                         |                                                         |                                                         |                                                         |                                                         |                                                         |                                                         |                                                         |                                                         |                                                         |                                                         |                                                         |
| Nguồn 2: Météo Climat (extremes)                        |                                                         |                                                         |                                                         |                                                         |                                                         |                                                         |                                                         |                                                         |                                                         |                                                         |                                                         |                                                         |                                                         |